# Fantasía sobre "El cazador furtivo", de Carl Maria von Weber, por Paul Taffanel
La Fantaisie sur "Le Freischütz" es una obra de carácter virtuoso para flauta y piano compuesta por el flautista francés Paul Taffanel en 1876 sobre conocidas arias de la ópera Der Freischütz del compositor alemán Carl María von Weber. 

## Comentario
Esta obra forma parte del repertorio más interpretado de flauta y es considerada como una de las mejores piezas románticas para dicho instrumento. Comienza con una introducción del piano utilizando el material del recitativo previo al aria Durch die Wälder, durch die Auen. Continúa un Adagio que comienza con la melodía del aria que Agathe canta en una famosa escena a la luz de la luna, Leise, leise, fromme Weise. Termina con un tema con variaciones sobre Kommt ein schlanker Bursch gegangen, originalmente cantada por el personaje de Aennchen.

## Otras fantasías de ópera por Paul Taffanel
- 1874: Mignon, sobre la ópera de Ambroise Thomas
- 1877: Fantaisie-transcription sur Les Indes Galantes
- 1884: Grande fantaisie sur Françoise de Rimini.